# Adolphe d'Espie
Adolphe d'Espie (Banyuls-sur-Mer, 28 de enero de 1878 - Niza, 1956) fue un escritor y editor francés adscrito a los géneros de la ciencia ficción, aventura y novela rosa.
Firmó como Jean de La Hire no solo en sus novelas adscritas a la literatura clásica como L'enfer du soldat (1903) o Les Vipères (1905), sino que además, en Grandes aventures du Nyctalope y en sus obras de ciencia ficción. Utilizó varios seudónimos, como la mayoría de los novelistas más populares de la época: Edmond Cazal para las novelas históricas Mirabeau y Sainte Thérèse d'Avila, Comandante Cazal en sus novelas de guerra, Alexandre Zorka, John Vinegrower y André Laumière para sus novelas de amor, y Arsène Lefort para sus novelas de capa y espada como Le Roi des catacombes (1929) y La fille de Duguesclin (1938).
Adolphe d'Espie probó numerosos géneros que le otorgaron popularidad, incluyendo además trabajos adscritos a la literatura infantil. Tras un estudio biográfico de Colette en 1905 y ser secretario de Henry Gauthier-Villars, escribe La Roue fulgurante en 1906, novela de ciencia ficción pionera en la space opera francesa.

## Obras
- Vengeance d'amoureuses, 1903
- La Ville ardente, 1905
- Trois Parisiennes, 1906
- Ménage d'artiste. Willy et Colette, étude biographique et critique, 1905
- Le trésor dans l'abime, 1907
- L'Homme et la société. Les Vipères, mœurs de province, 1907
- La Roue fulgurante, 1908 (rééditée plus tard sous le titre Soucoupe volante)
- L'homme qui peut vivre dans l'eau, Félix Juven, 1910
- Le Mystère des XV, 1911
- Le Tour du monde de deux enfants (71 fascicules)
- Les Trois Boy-scouts, 1913
- L'Amazone du Mont Everest, 1925
- Le Zankador, 1927
- Le Cercueil de nacre, Collection « Le livre de l'aventure », Nº 24, 1930
- L'As des boy-scouts, 1932
- Le Roi de la nuit, 1943
- La Fille au double cerveau
- La Croix du sang, 1954
- L'Invisible
- Le Corsaire sous-marin (75 fascicules)
- La Demoiselle de magasin
- L'enfant dans la maison, 1941
- La Sorcière nue
- Les Grandes Aventures d'un boy-scout, 1926

1. La Volonté de Franc-Hardi
2. Le Prodigieux Voyage
3. Le Mystère des souterrains
4. La Révolte des Ziouits
5. La Lutte formidable
6. Les Hommes de Mars
7. Franc-Hardi et les Martiens
8. Les Martiens capturés
9. Dramatiques mystères
10. Chasses martiennes
11. Le Rayon ardent
12. La Pierre tournante
13. Les Cyclopes à trompe
14. La Vengeance des kolops
15. Vers le tour du monde saturnien
16. Le Drame des hommes-taureaux
17. L'Ile aux embûches
18. Tentative suprême
19. La Mer visqueuse
20. Jours tragiques
21. Les Kaloomiens
22. L'Avionnette
23. L'Abominable Piège
24. L'Impitoyable Kallap
25. L'Enlisement
26. Les hommes sans yeux